# バンバン・クラブ -真実の戦場-
『バンバン・クラブ -真実の戦場-』（バンバン・クラブ しんじつのせんじょう、The Bang Bang Club）は2010年のカナダ・南アフリカの伝記映画。
監督はスティーヴン・シルヴァー、出演はライアン・フィリップとテイラー・キッチュなど。
1990年代初頭の南アフリカ共和国で活動した4人の戦場カメラマングループ「バンバン・クラブ」のメンバーのうち、生還したグレッグ・マリノヴィッチとジョアン・シルヴァの2人が自分たちの体験を記した『The Bang-Bang Club: Snapshots from a Hidden War』を原作としている。
2010年9月15日にトロント国際映画祭でワールドプレミアが行なわれた。

## ストーリー
アパルトヘイト末期の南アフリカ。事態は単純な白人支配から黒人同士の部族間紛争へと移行していっていた。
グレッグやケビンら外国人のカメラマン達「バンバン・クラブ」が、戦場と化した南アフリカを取材していくうちにその闇に呑まれていく。

## キャスト
バンバンクラブ
- グレッグ・マリノヴィッチ（英語版）: ライアン・フィリップ - フリーランスのカメラマン。
- ケビン・カーター: テイラー・キッチュ - 「ザ・スター」専属カメラマン。
- ジョアン・シルヴァ（英語版）: ニールス・ファン・ヤーレスヴェルト - 「ザ・スター」契約カメラマン。
- ケン・ウースターブルック（英語版）: フランク・ローテンバック - 「ザ・スター」チーフカメラマン。

その他
- ロビン・コムリー: マリン・アッカーマン - 「ザ・スター」写真編集者。
- ジェームズ・ナクトウェイ: パトリック・リスター - アメリカ人戦場カメラマン。
- ロナルド・グレアム: ラッセル・サヴァディエール - 「ザ・スター」編集者。
- ネルソン・マンデラ: 本人

## 作品の評価
Rotten Tomatoesによれば、48件の評論のうち高評価は48%にあたる23件で、平均点は10点満点中5.8点となっている。
Metacriticによれば、15件の評論のうち、高評価は2件、賛否混在は12件、低評価は1件で、平均点は100点満点中48点となっている。